# Myski
Myski (en russe : Мыски) est une ville de l'oblast de Kemerovo, en Russie. Sa population s'élevait à 40 109 habitants en 2021.

## Géographie
Myski est située à la confluence des rivières Mras-Sou et Tom, à 17 km à l'ouest de Mejdouretchensk, à 43 km à l'est de Novokouznetsk, à 213 km au sud-est de Kemerovo et à 3 163 km à l'est de Moscou.

## Histoire
Myski a d'abord été la sloboda de Myssovskaïa (Мысовская), appelée aussi Myski et Beriozovy Mys (Берёзовый Мыс). Myski a le statut de ville depuis 1956.

## Population
Recensements (*) ou estimations de la population
| 1959*  | 1970*  | 1979*  | 1989*  |
| ------ | ------ | ------ | ------ |
| 32 173 | 36 186 | 40 560 | 45 964 |

| 2002*  | 2010*  | 2012   | 2013   |
| ------ | ------ | ------ | ------ |
| 44 435 | 43 038 | 43 038 | 42 697 |

| 2016   | 2019   | 2021   | - |
| ------ | ------ | ------ | - |
| 41 938 | 40 991 | 40 109 | - |

## Économie
L'économie repose sur le travail du bois, les matériaux de construction. La principale entreprise est : OAO Sibirga (ОАО "Сибирга") : charbon et coke. Près de Myski se trouve la centrale électrique de Tom-Oussinskaïa.

## Personnalités
Vladimir Kisseliov (1957-2021), champion olympique du lancer du poids.